# Saintes, Charente-Maritime
Saintes là một xã ở tỉnh Charente-Maritime thuộc vùng Nouvelle-Aquitaine tây nam nước Pháp.

## Thành phố kết nghĩa
- - Nivelles, Bỉ
- - Timbuktu, Mali
- - Vladimir, Nga
- - Salisbury, Anh
- - Cuevas del Almanzora, Tây Ban Nha
- - Xanten, Đức
- -  - West University Place, Texas, Hoa Kỳ
- Xã của tỉnh Charente-Maritime